# Lopian
Lopian (en francès Loupia) és un municipi del departament de l'Aude, a la regió d'Occitània.